# Évain (Québec)
Pour les articles homonymes, voir Évain.
Évain est un quartier de Rouyn-Noranda et le nom d'une ancienne municipalité de la région administrative de l'Abitibi-Témiscamingue à l'ouest du Québec.

## Géographie
Situé à 8 km de Rouyn-Noranda, Évain qui compte quelque 3 800 habitants, se trouve sur la route 117, à l'ouest de la grande banlieue de Rouyn-Noranda. Ce quartier possède de nombreuses infrastructures  telles qu'une caserne de pompiers, une patinoire intérieure, un bureau de poste, un centre communautaire qui abrite le Service forêt, responsable de la foresterie urbaine et rurale, deux écoles primaires ainsi qu'une zone commerciale.
Le quartier d'Évain n'a pas le statut de quartier rural, les services de proximité y sont assurés par les services municipaux situés au centre-ville.

## Histoire
Les premiers colons arrivent à l'été 1935 directement du Témiscamingue pour défricher le canton de Beauchastel. La localité qui se bâtit le long de la voie ferrée, voit dans un premier temps se développer l'agriculture, mais qui est rapidement délaissée par les colons attirés par les nombreuses mines qui y ouvrent. Les habitants résident souvent en squatters sur les lots.
En 1954, une portion du territoire est érigée en municipalité.
À la suite des réorganisations municipales québécoises de 2002, l'ensemble des municipalités de la MRC de Rouyn-Noranda fusionnent en une seule.
En date du 1er janvier 2002, la municipalité d'Évain fusionne donc avec la ville de Rouyn-Noranda pour former une municipalité régionale de comté. Évain est aujourd'hui un quartier de la nouvelle ville.
Aujourd'hui la Ville de Rouyn-Noranda a le double statut de MRC et de municipalité locale,.

## Toponymie
Le toponyme provient d'Isidore Évain (1868-1931), missionnaire à la fin du XIXe siècle chez les Algonquins de Notre-Dame-du-Nord et du lac Abitibi.
Désignée longtemps sous le nom de Boischatel, ou Beauchastel, cette localité va officiellement être fondée en 1948 sous le nom d'Évain, repris de celui du bureau de poste ouvert en 1936.